# Ia Pia
Ia Pia là một xã thuộc tỉnh Gia Lai, Việt Nam.
Xã Ia Pia có diện tích 44,92 km², dân số năm 1999 là 3.599 người, mật độ dân số đạt 80 người/km².